# Troisvierges
Troisvierges é uma comuna do Luxemburgo, pertence ao distrito de Diekirch e ao cantão de Clervaux.

## Demografia
Dados do censo de 15 de fevereiro de 2001:
- população total: 2.523
  - homens: 1.311
  - mulheres: 1.212

- densidade: 66,64 hab./km²

- distribuição por nacionalidade:

| Nacionalidade  | População | %      |
| -------------- | --------- | ------ |
| luxemburgueses | 1.604     | 63,58% |
| estrangeiros   | 919       | 36,42% |
| - portugueses  | 456       | 18,07% |
| - franceses    | 40        | 1,59%  |
| - italianos    | 18        | 0,71%  |
| - belgas       | 249       | 9,87%  |
| - alemães      | 32        | 1,27%  |
| - iuguslavos   | 47        | 1,86%  |
| - outros       | 77        | 3,05%  |

- Crescimento populacional:

| Ano        | População |
| ---------- | --------- |
| 15/02/2001 | 2.523     |
| 01/01/2002 | 2.520     |
| 01/01/2003 | 2.553     |
| 01/01/2004 | 2.582     |
| 01/01/2005 | 2.585     |